# Mesoleptus fasciatus
Mesoleptus fasciatus är en stekelart som beskrevs av Léon Abel Provancher 1885. Mesoleptus fasciatus ingår i släktet Mesoleptus och familjen brokparasitsteklar. Inga underarter finns listade i Catalogue of Life.